# Menschliche Echoortung
Menschliche Echoortung ist eine Technik, die von manchen blinden Menschen angewandt wird, um sich ein Bild ihrer Umgebung zu machen. Diese Technik kann im Rahmen eines Orientierungs- und Mobilitätstrainings vermittelt und eingeübt werden. Dabei wird zwischen passiver und aktiver Echoortung unterschieden. Im Gegensatz zur Ortung über reflektierte Sekundärsignale steht die Lokalisation, das direkte Richtungshören durch Primärsignale.

## Aktive und passive Echoortung
Die passive Echoortung nutzt die in der Umgebung vorhandenen Schallquellen und deren Echos, um eine vage Vorstellung der Umwelt zu erzeugen. Die Echos werden vom Gehirn des Anwenders als akustisches Signal interpretiert und müssen intellektuell verarbeitet werden.
Die aktive Echoortung Klicksonar ist dagegen eine Technik, die mittels eines dezenten Zungen-Klicks Schall aussendet und die zurückfallenden Echos auswertet, vergleichbar der Echoortung, wie sie von Fledermäusen und Delfinen verwendet wird. Sie erzeugt nach regelmäßigem Training ein mit dem Sehen vergleichbares Abbild der Umwelt im visuellen Cortex des Gehirns. Das Gehirn trennt die Echosignale, als visuell nutzbare Information, von den sonstigen akustischen Informationen und verarbeitet sie in den jeweiligen Hirnarealen.

## Anwendung der Echoortung zur Orientierung blinder Menschen
Je früher blinde Kleinkinder spielerisch an die Technik der aktiven Echoortung herangeführt werden, desto müheloser integrieren sie diese in ihre Orientierung und Navigation. Eine trainierte Person kann mit Hilfe von Klicksonar die Echos von Objekten differenziert nutzen und so die Position, die Dichte und teilweise auch die Größe der Objekte wahrnehmen. Aufgrund der physikalischen Grenzen ist die optimale Reichweite ca. 50 cm bis 300 Meter. Die Technik wird von geübten Blinden benutzt, um sich autonom zu bewegen, sich zu orientieren und um Hindernisse zu umgehen. Die Echoortungstechnik kann auch von Sehenden erlernt werden.
Seit einigen Jahren gibt es elektronische Hilfsmittel zur Unterstützung der Echoortung. Dabei handelt es sich um kleine kompakte Geräte, die einen sehr definierten scharf gebündelten Schallstrahl aussenden. Sie vereinfachen das Erlernen der Technik, weil auch die von Objekten zurückgeworfenen Echos sehr viel lauter und klarer klingen. Darüber hinaus wird die erzielbare Wahrnehmungsleistung deutlich gesteigert: Kleine, schmale oder feinstrukturierte Objekte wie Zäune, dünne Pfosten oder Äste die, in den Weg ragen, können auch in Entfernungen von einigen Metern noch gut wahrgenommen werden. Nachteilig ist, dass ein elektronisches Hilfsmittel mitgeführt werden muss.
Die Klicksonar-Technik wurde von Daniel Kish (* 1966) systematisch analysiert, die Vermittlung der Technik methodisiert und in den USA populär gemacht. Daniel Kish ist völlig blind und brachte sich selbst schon als Kind bei, Informationen über seine Umgebung zu erlangen, indem er mit seiner Zunge klickte und auf die Echos hörte. Kish hat seit 1991 über tausend andere Blinde in der Nutzung der Echoortung trainiert. Zu diesem Zweck hat er mit zwei seiner Schüler die Non-Profit-Organisation World Access for the Blind gegründet. In Deutschland wird die Technik seit 2011 gelehrt. Die deutsche spendenfinanzierte Partnerorganisation Anderes Sehen e. V. hat die Aufgabe übernommen, die Klicksonar-Technik im deutschsprachigen Raum als Standard-Orientierungsmethode in der Schulung blinder Kinder durchzusetzen, indem sie Betroffene informiert, Medienarbeit leistet und Schulungen von Betroffenen und Trainern durchführt.
Daniel Kish unterrichtete im April 2011 die ersten beiden blinden Kleinkinder Deutschlands im Alter von 2 und 4 Jahren. Anschließend wurden auf Initiative von Anderes Sehen e. V. im November 2011 erstmals 100 Frühförderer, Mobilitätstrainer, Blinde und Eltern blinder Kinder in Deutschland von Daniel Kish in der Klicksonartechnik unterrichtet. Seit April 2012 werden in Österreich alle Frühförderer und Mobilitätstrainer für Blinde durch das Bundes-Blindenerziehungsinstitut und den Verein Contrast in die Technik eingewiesen und geben die Methode an blinde Kinder und Erwachsene weiter.
Über die Anfänge der Klicksonar-Technik im deutschsprachigen Raum wurde von der ARD 2011 eine Dokumentation gedreht und im Juni 2012 ausgestrahlt. Sie war auch als Hörfilmfassung für blinde Menschen verfügbar.

## Künstlerische Positionen
Bereits 1968 schrieb der Klangkünstler und Komponist Alvin Lucier unter dem Eindruck der Arbeiten von Donald R. Griffin sein an der Grenze zur Performance angesiedeltes Stück Vespers für „eine beliebige Anzahl von Personen, die allen Lebewesen ihren Respekt bezeugen möchten, die das Dunkel bevölkern und in all den Jahren eine große Genauigkeit in der Echolotung entwickelt haben […].“ Mit Hilfe von Sondols, kleinen technischen Geräten, die Klicklaute aussenden, oder anderer Signalgeber sollen sich die Teilnehmer in einer künstlerisch kontrollierten Situation ausschließlich akustisch im Raum orientieren.
Am 2. Januar 2014 kam in Deutschland der Film Imagine des polnischen Regisseurs Andrzej Jakimowski in die Kinos, in dem unter anderem die menschliche Echoortung eine Rolle spielt.